# Derrick Johnson
Derrick George Johnson Mullings (Limón, 28 de julio de 1989) es un futbolista profesional costarricense que juega como defensa y su ultimo equipo fue la Asociación Deportiva Barrio México de la Segunda División de Costa Rica.

## Trayectoria
Inició su carrera en las divisiones menores del Santos de Guápiles, sin embargo, su debut oficial lo haría en el 2008 con el Club Sport Cartaginés. En el 2009, sería cedido a préstamo al Brujas Fútbol Club, donde a su vez tendría participación con el equipo de la Asociación Deportiva Barrio México de la Segunda División de Costa Rica, práctica común entre estos dos equipos ya que ambos pertenecían a un mismo dueño. En el 2011 se vincularía al Limón Fútbol Club, donde sus buenas actuaciones le permiten fichar con Club Sport Herediano, equipo con el que se proclama campeón del torneo de Verano 2013 y subcampeón del Invierno 2012. En el 2013 sería cedido a préstamo al Club Sport Uruguay de Coronado, sin embargo, por razones de indisciplina no continuaría con este equipo y regresaría al Club Sport Herediano. Meses después, concretaría su salida del conjunto florense y pasaría a militar con el equipo de ADF Siquirres de la Segunda División de Costa Rica.
A nivel de selecciones nacionales disputó la Copa Mundial de Fútbol Sub-20 de 2009.

### Participaciones en Copas del Mundo
| Mundial                               | Sede   | Resultado   |
| ------------------------------------- | ------ | ----------- |
| Copa Mundial de Fútbol Sub-20 de 2009 | Egipto | Semifinales |

## Clubes
| Club                               | País       | Año         |
| ---------------------------------- | ---------- | ----------- |
| Cartaginés                         | Costa Rica | 2008        |
| Brujas FC                          | Costa Rica | 2009        |
| CD Barrio México                   | Costa Rica | 2010        |
| Limón FC                           | Costa Rica | 2011        |
| Herediano                          | Costa Rica | 2012 - 2013 |
| ADF Siquirres                      | Costa Rica | 2013        |
| Club Deportivo Iztapa              | Guatemala  | 2013 - 2014 |
| La U Universitarios                | Costa Rica | 2014        |
| ADF Siquirres                      | Costa Rica | 2014        |
| Deportivo Caribe Sur               | Costa Rica | 2014 - 2015 |
| Limón FC                           | Costa Rica | 2015        |
| Club Sport Uruguay de Coronado     | Costa Rica | 2016        |
| Limón FC                           | Costa Rica | 2016 - 2017 |
| Puntarenas Fútbol Club             | Costa Rica | 2017        |
| Limón FC                           | Costa Rica | 2019        |
| Asociación Deportiva Barrio México | Costa Rica | 2019 - 2020 |

## Palmarés
| Título           | Club                 | Año         |
| ---------------- | -------------------- | ----------- |
| Primera División | Club Sport Herediano | Verano 2013 |